# O Último Duelo (2021)
The Last Duel (bra/prt: O Último Duelo) é um filme de drama histórico épico de 2021 dirigido por Ridley Scott a partir de um roteiro de Nicole Holofcener, Ben Affleck e Matt Damon, baseado no livro de 2004 O Último Duelo de Eric Jager . Situado na França medieval, o filme é estrelado por Damon como Jean de Carrouges, um cavaleiro que desafia seu ex-amigo, o escudeiro Jacques Le Gris (Adam Driver) para um duelo judicial depois que a esposa de Jean, Marguerite (Jodie Comer), acusa Jacques de estuprá-la. Os eventos que antecederam o duelo são divididos em três capítulos distintos, refletindo as perspectivas contraditórias dos três personagens principais. Affleck também estrela em um papel coadjuvante como Conde Pierre d'Alençon.
Uma adaptação do livro de Jager foi anunciada pela primeira vez em 2015, embora não tenha recebido sinal verde oficialmente até julho de 2019. Affleck e Damon foram confirmados como estrelas e co-escritores naquele mês, com Comer e Driver se juntando ao elenco no final daquele ano. As filmagens ocorreram na França e na Irlanda de fevereiro a outubro de 2020, com um hiato de vários meses devido à pandemia de COVID-19.
O Último Duelo teve sua estreia mundial no Festival de Cinema de Veneza em 10 de setembro de 2021 e foi lançado nos Estados Unidos em 15 de outubro de 2021, pela 20th Century Studios. O filme recebeu resenhas positivas da crítica, que elogiou a atuação do elenco e os valores da produção, e comparou-o ao filme Rashômon (1950) de Akira Kurosawa. Foi selecionado pelo National Board of Review como um dos dez melhores filmes de 2021. No entanto, foi um fracasso nas bilheterias, arrecadando apenas US$ 30,6 milhões contra um orçamento de produção de US$ 100 milhões.

## Elenco
- Matt Damon como Sir Jean de Carrouges
- Adam Driver como Jacques Le Gris
- Jodie Comer como Marguerite de Carrouges
- Ben Affleck como Conde Pierre d'Alençon
- Harriet Walter como Nicole de Buchard
- Alex Lawther como Rei Charles VI
- Serena Kennedy como Rainha Isabel
- Marton Csokas como Crespin
- Željko Ivanek como Le Coq
- Tallulah Haddon como Marie
- Bryony Hannah como Alice
- Nathaniel Parker como Sir Robert de Thibouville
- Sam Hazeldine como Thomin du Bois
- Michael McElhatton como Bernard Latour
- Oliver Cotton como Jean de Carrouges III
- Clive Russell como King's Uncle
- Adam Nagaitis como Adam Louvel
- Bosco Hogan como Priest
- Clare Dunne como Ceila
- Caoimhe O'Malley como Elizabeth
- Md. Tayeen Khan como Jack Smith

## Produção

### Desenvolvimento
O projeto foi inicialmente anunciado em julho de 2015, com Francis Lawrence planejando dirigir o filme e Shaun Grant escrevendo o roteiro. Nenhum desenvolvimento adicional foi anunciado e os direitos do filme expiraram. Em julho de 2019, o Deadline Hollywood anunciou que Ridley Scott estava planejando dirigir o filme com Ben Affleck e Matt Damon definidos para estrelar, bem como escrever o roteiro com Nicole Holofcener. Com o Walt Disney Studios detendo os direitos do filme como resultado da fusão Disney-Fox, não se sabia se a empresa produziria o filme devido ao seu assunto; no entanto, o Deadline Hollywood acrescentou que "todos os estúdios da cidade estavam esperando nos bastidores", caso a Disney vendesse os direitos. Em setembro, Jodie Comer entrou em negociações para se juntar ao elenco e foi confirmada no mês seguinte, com Adam Driver entrando em negociações para se juntar ao filme depois que Affleck optou por desempenhar um papel coadjuvante diferente. Driver foi confirmado em novembro, com a Disney declarando que distribuiria o filme definindo uma data de lançamento. Harriet Walter foi adicionada ao elenco em fevereiro de 2020.

### Filmagens
As filmagens começaram em 14 de fevereiro de 2020, em Dordonha, França e continuaram até 12 de março de 2020, no castelo medieval de Berzé-le-Châtel (perto de Mâcon), Borgonha, França (com um equipe de filmagem de 300 pessoas, incluindo 100 figurantes). As filmagens deveriam ter acontecido na Irlanda, usando locações em Bective Abbey, County Meath e Cahir Castle, County Tipperary e várias locações em Dublin e Condado de Wicklow de 23 de março de 2020 a 30 de março de 2020. Em 13 de março de 2020, a Disney anunciou que o estúdio teve que atrasar as filmagens indefinidamente em meio a preocupações com o elenco e a equipe devido à pandemia de COVID-19, bem como às restrições de viagens na Europa. As filmagens foram retomadas no final de setembro de 2020 e a produção foi concluída na Irlanda em 14 de outubro de 2020.

## Lançamento
O Último Duelo foi originalmente programado para começar um lançamento limitado nos cinemas em 25 de dezembro de 2020, antes de ir ao ar em 8 de janeiro de 2021.  Como resultado da pandemia de COVID-19, a data de lançamento foi adiada para 15 de outubro de 2021. Teve sua estreia mundial no Festival de Cinema de Veneza em 10 de setembro de 2021. O filme foi exibido exclusivamente nos cinemas por 45 dias antes de seguir para as plataformas digitais. O filme foi lançado no Brasil em 14 de outubro de 2021 e em Portugal em 28 de outubro de 2021.

### Mídia doméstica
O filme foi lançado em plataformas digitais e vídeo sob demanda premium em 30 de novembro de 2021, e em Blu-ray, DVD e Ultra HD Blu-ray em 14 de dezembro de 2021, pela Walt Disney Studios Home Entertainment. No Brasil, o filme será distribuído exclusivamente via streaming através do Star+ a partir do dia 19 de janeiro de 2022.